# Áine

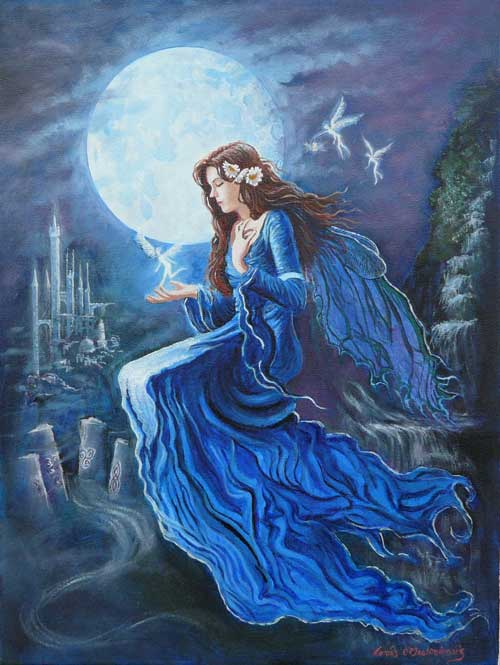
Áine, la Reina de las Hadas.

Áine es una diosa del cielo en la mitología celta y la reina de las hadas irlandesa. Como deidad, viaja por el espacio y es hija del dios del mar Manannán mac Lir. Es una diosa de la fertilidad en cuyo honor se celebraba la fiesta de la noche de verano, que después se transformaría en la fiesta de San Juan. También se le atribuyen otros dones, como el amor puro, la fortuna o la magia, por tratarse de una deidad asociada a la Luna.

## Naturaleza y funciones
Según otros, su nombre completo es «Aine na gClair» y su territorio corresponde al este del Condado de Munster y Cnoc Aine habría sido nombrado en su honor. También discrepan en su parentesco, poniendo a Donn de Uisneach como su abuelo y al druida Eogabail como su padre.
Ella es la diosa de la fertilidad que fue violada por Ailill Olomn, de quién tomaría venganza y cortaría sus orejas. Con la pérdida de su oreja, él nunca más podría tener la jefatura de Munster (lo que la llevó a ser asociada también con la soberanía), con ira la asesinó con su espada. Fue sepultada en Cnoc Aine, cercano al lago Guirr.

## Otras relaciones
A veces es confundida con Morrigan o con Dana.
Según la leyenda de los reyes de Munster, estos descienden de ella.
«Aynia», la más poderosa hada del Ulster según la tradición, puede ser una variante de la diosa.